# Ван-е

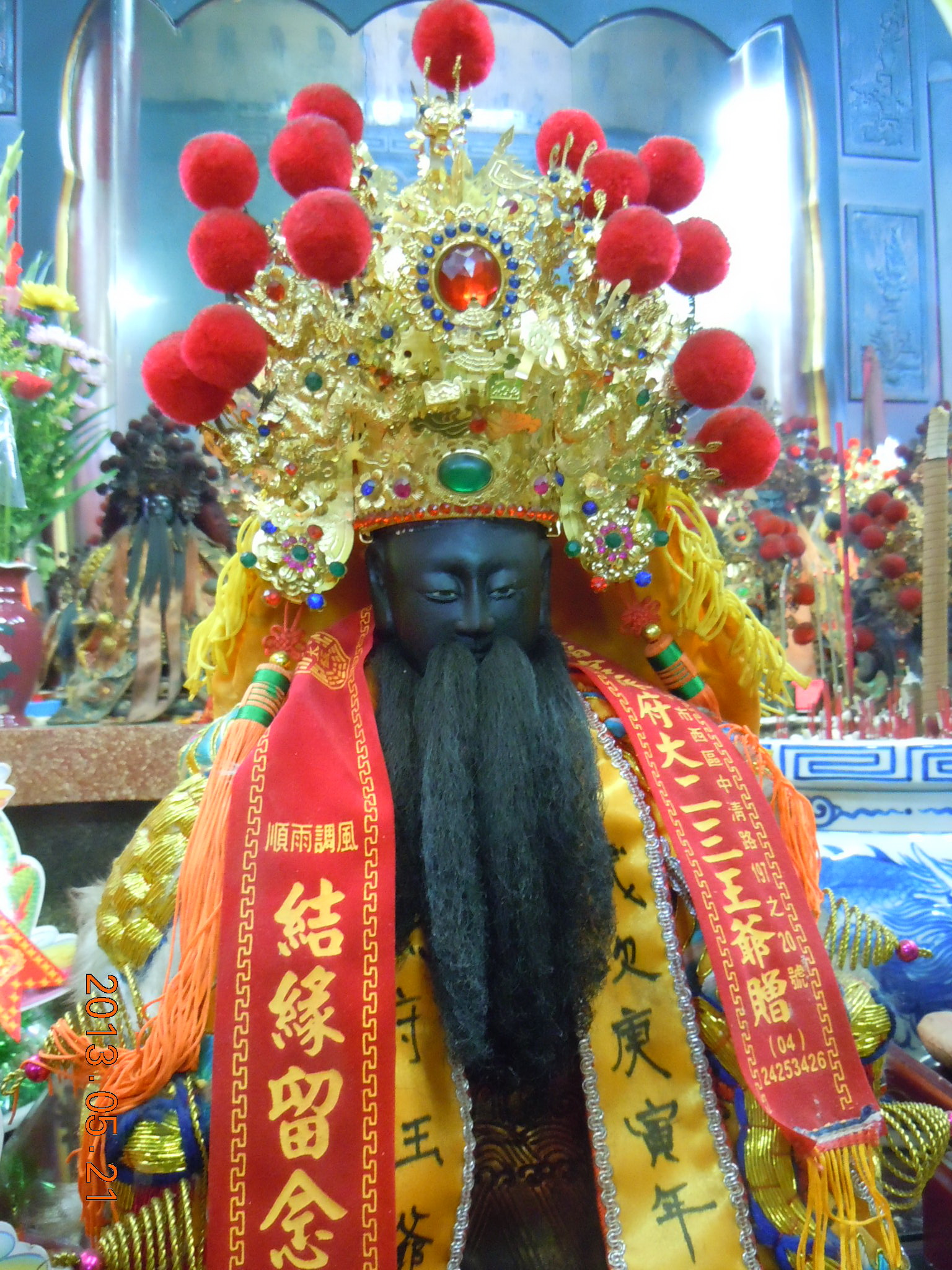
Князь Су Фуда, один из ван-е

Культ (почитание) Ван-е (кит. 王爺信仰) — это культ, распространённый в провинции Фуцзянь и на Тайване. Центральными персонажами культа являются духи, божественные посланники, которые защищают человечество от невзгод и болезней. Имеет корни в даосской традиции и относится, по мнению исследователей, к «народному даосизму». Особенно распространён на юге Тайваня, где проводятся наиболее характерные и показательные церемонии почитания.

## Название
Ван-е (кит. 王爺; у Wángyé; пэвэдзи: Ông-iâ Ông-iâ) — дословно означает «князья», «почтенные господа», «почтенные цари», «тысячелетние», «совершенные правители». Это общее название малых божеств, духов, которые защищают людей от эпидемий и заразных болезней и служат посланниками верховных богов.

## История
Историки отмечают, что традиция поклонения сущностям, которые оберегают от болезней, существовала в Китае уже во времена династии ханьской империи, а то и раньше. Предположительно, культ прибыл на юг Тайваня с материкового Китая. Из юго-восточной провинции Фуцзянь, жители которой когда-то составили основную массу переселенцев на остров. О том, что традиция была завезена, свидетельствуют атрибуты культа, а именно небольшие размеры фигурок, изображающих ван-е. Они сохраняют свои малые размеры и в традиционном тайваньском исполнении, что, вероятно, говорит о том, что первоначальные фигурки были компактными, сделанными для путешествий.
Предположительно культ ван-е был перенесён на Тайвань в XVII—XVIII веках, когда острова активно осваивался китайскими переселенцами. Старейшим и главным храмом, связанным с традицией почитания ван-е является Дунлун (в городе Дунган (Тайвань)), основанный в 1706 году. К XIX веку окончательно укоренилась праздничная традиция сжигания лодки — кульминационного символического действия, которым завершается многодневный религиозный фестиваль. Предполагается, что в XVIII—XIX столетия культы, связанные с ван-е, достигли наибольшей популярности. А сама традиция распространилась из Фуцзяня и Тайваня. Поклонение Ван-е и праздники сожжения лодок начали исчезать из широкой ритуальной практики в XX веке. Однако во время японской оккупации Тайваня культ здесь пережил новый расцвет.

## Разновидности ван-е
Исследователи насчитывают несколько сотен представителей ван-е, которые принадлежат к многочисленному числу семей. В некоторых исследованиях говорится о трёх стах шестидесяти духах и ста тридцати двух семьях. Раз в три года десант из ван-е отправляется на Землю, чтобы буквально устроить охоту на болезни и невзгоды. Исторически все ван-е разделяются на три типа:

#### Духи чумы
В первую очередь это т. н. Пять комиссаров (ответственных лиц) по эпидемиям. Являются слугами Нефритового императора, у которого буквально несут службу в министерстве по эпидемиям.

#### Двенадцать царей, способные обуздать эпидемии
Упоминания двенадцати царей встречаются уже в даосских литургических текстах времён империи Сун. Они фигурируют в ритуалах изгнания чумы, проводимых по всему Китаю. Но как храмовым божествам им поклоняются исключительно в Фуцзяне и на Тайване. Также служат в министерстве эпидемий.

#### Мстительные духи
Духи, ответственные за разрушения (как за избавление или спасение от них, так и за их создание). Среди них как духи почитаются реальные или полулегендарные исторические личности. Например, пират Чжэн Чэнгун. Духов этой категории объединяет преждевременная или насильственная смерть. Характер их смертей позволяет классифицировать их как мстительных призраков, но последователи культа почитают их как военных героев и, в целом, доброжелательных.

## Почитание

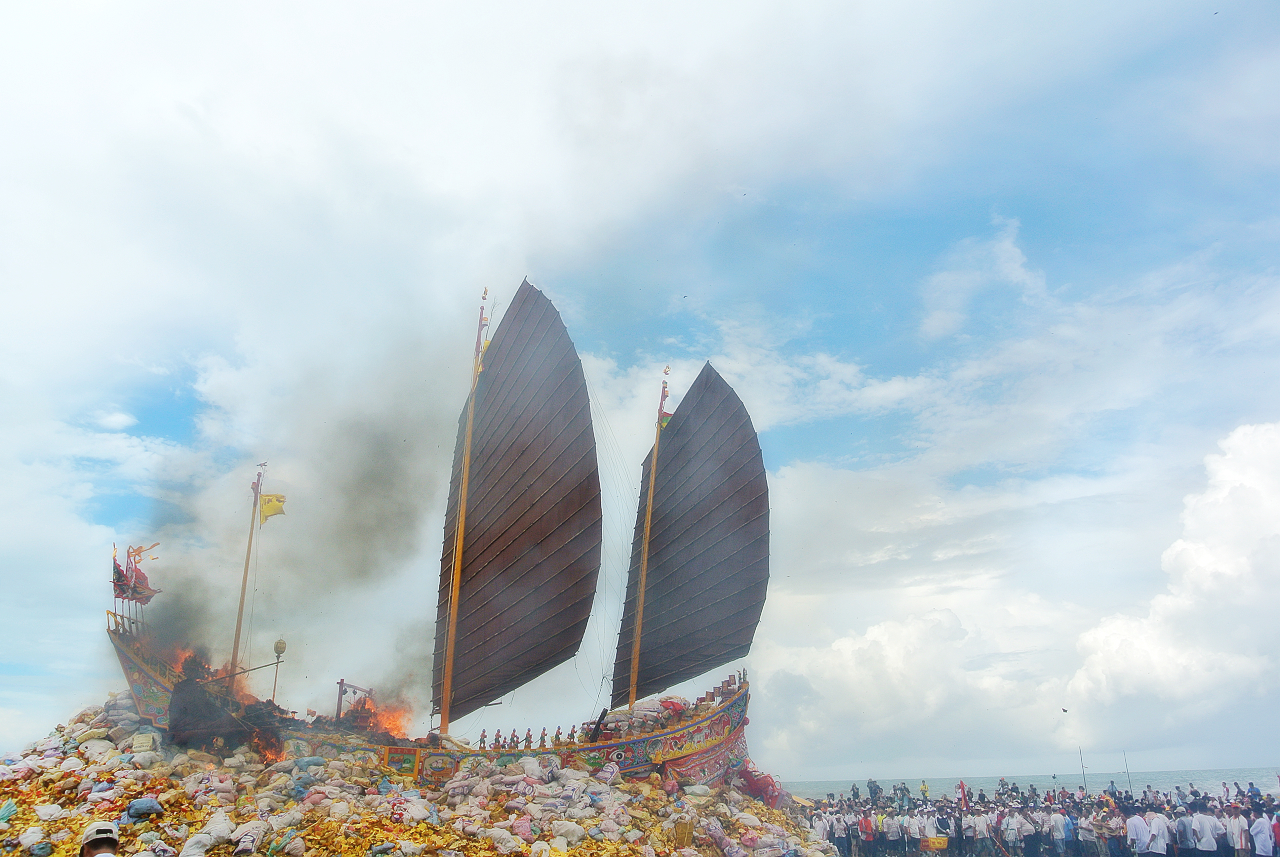
Сжигание лодки в последний день фестиваля Ван-е. Трюм лодки символически заполнен болезнями, на которые хорошо поохотились ван-е

Раз в три года на Тайване проходят массовые народные гуляния, посвящённые почитанию ван-е. Праздничный фестиваль обычно длится неделю. Он включает в себя процессии, обряды с просьбой о заступничестве и предотвращении болезней, выступление монахов и церемония общения с духами, которому способствуют монахи-медиумы, которые вводят себя в состояние транса.
Кульминацией праздничной недели становится сожжение лодки, которая символически заполнена богатой добычей ван-е — то есть болезнями, которые могли бы навредить людям. Самый масштабный и красочный фестиваль проходит на Тайване в храме Дунлун (городе Дунган (Тайвань)). Лодки могут быть как чисто декоративными, сделанными из бумаги, так и построенными из дерева, в натуральную величину (вплоть до 100 метров), и практически полностью функциональными.
Современные почитатели культа связывают благоприятную ситуацию с коронавирусом в Тайване во время пандемии с заступничеством ван-е.